# Farnworth
Farnworth è una località di 25 264 abitanti della contea della Grande Manchester, in Inghilterra. Fu un municipio fino al 1974.